# Hippeutister amabilis
Hippeutister amabilis är en skalbaggsart som först beskrevs av Wenzel 1938.  Hippeutister amabilis ingår i släktet Hippeutister och familjen stumpbaggar. Inga underarter finns listade i Catalogue of Life.